# Kromme-Elleboog (Oldambt)
Kromme-Elleboog is een buurtschap in de gemeente Oldambt in de provincie Groningen (Nederland). Het streekje heeft de vorm van een gebogen arm. Het buurtje valt vanouds grotendeels onder Finsterwolde en behoorde tot het Huninga Meerland; het westelijke deel (vroeger ook Ringweg genoemd) behoorde tot Oostwold. De naam wordt in 1886 voor het eerst vermeld.
De streek is ontstaan als nederzetting van landarbeiders en kleine boeren in een hoek van het in de eerste helft van de 19e eeuw drooggelegde Huningameer. De percelen werden uitgegeven door de erfgenamen van de vervener Berend Haitzema, eigenaar van het landgoed Oude Werf te Winschoten.
Op meer plaatsen in het Oldambt kregen de landarbeiders de kans om op de minder vruchtbare gronden een eenvoudige woning neer te zetten, voorzien van een lapje grond. De grotere boeren stimuleerden dat. Ze hadden meer arbeiders in de buurt en omdat die arbeiders deels konden leven van de opbrengst van hun eigen lapje grond, konden de boeren besparen op loonkosten en armenzorg.
Kromme Elleboog is overigens ook een veelvoorkomende straatnaam in andere plaatsen, onder meer in Groningen, Haren, Ten Post, Vlagtwedde,  Meppel en Paramaribo.
Stad: Winschoten

Dorpen: Bad Nieuweschans · Beerta · Blauwestad · Drieborg · Eexta · Finsterwolde · Heiligerlee · Midwolda · Nieuw-Beerta · Nieuwolda · Nieuw-Scheemda · Oostwold · Scheemda · 't Waar · Westerlee

Buurtschappen (en voormalige buurtschappen): Beersterhoogen · Bellingwolderzijl · Bikkershorn · Booneschans · Bovenburen · Bovenstreek (Westerlee) · Bovenstreek (Winschoten) · De Kamp · De Dellen · Eextahaven · Egypterdijk · Ekamp · Finsterwolderhamrik · Ganzedijk · De Garsten ·  Goldhoorn · Hamdijk · Hardenberg · Hongerige Wolf · Kloostergare · Kopaf · Kostverloren · Kromme-Elleboog · Kroonpolder · Lutje Loug · Meerland · Munnekeveen · Napels · Niesoord · Nieuwe Statenzijl · Nieuwolda-Oost · Polderdwarsweg ·  (Winschoter) Oostereinde · Oostwolderhamrik · Oostwolderpolder · Oudedijk · Oudekerk · Oude Statenzijl · Oudezijl · Reiderwolderpolder · Scheemdermeer · Scheemderzwaag · Scheveklap · Sint-Vitusholt (of Achterholt) · Stadspolder · Stoksterhorn · Tranendal · Tutjeshut · Ulsda · Veenhuizen · Westeind · Winschoterhogebrug · Winschoterzijl · Zandhoogte · Zuiderveen 

Voormalige gemeenten: Reiderland · Scheemda · Winschoten

Groningen: Steden en dorpen      Nederland: Provincies · Gemeenten